# Beneš-Mráz Be-250 Beta Major

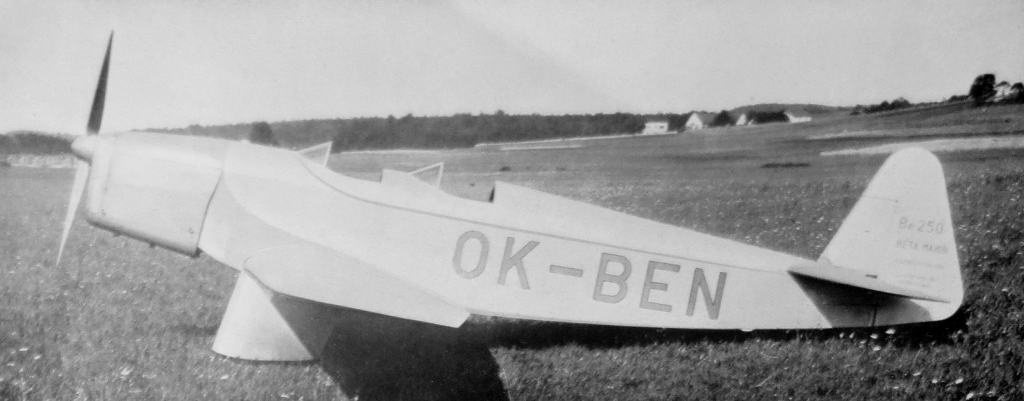
Be-250 Beta Major

De Beneš-Mráz Be-250 Beta Major is een Tsjechoslowaaks sport- en lesvliegtuig gebouwd door Beneš & Mráz. De eerste vlucht vond plaats in 1936. Voor de Duitse inval aan het begin van de Tweede Wereldoorlog kreeg de Be-250, de militaire aanduiding C-25.

## Specificaties
- Bemanning: 2
- lengte: 7,55 m
- Spanwijdte: 10,66 m
- Vleugeloppervlak: 14 m2
- Leeggewicht: 530 kg
- Startgewicht: 840 kg
- Motor: 1× Walter Major 4
- Maximumsnelheid: 235 km/h
- Kruissnelheid: 200km/h
- Vliegbereik: 700 km
- Dienstplafond: 5 000 m